# Takács Mária (filmrendező)
Takács Mária (1973. április 14. –) dokumentumfilm rendező, videós újságíró, LMBT-aktivista. A 2000-ben alapított Budapesti Leszbikus Filmbizottság tagja. Az Eklektika Tánciskola (2004), az Eltitkolt évek (2009), a Meleg Férfiak Hideg Diktatúrák (2015) és A Mandák ház lelkésze (2019) című dokumentumfilmek rendezője, a Falusi románc (Meleg szerelem) (2008) című film operatőre.

## Életpályája
1973. április 14-én született. Dokumentumfilm rendező, videós újságíró, LMBT-aktivista. Képzettsége szerint földrajz-történelem szakos tanár, később segédoperatőri és kameramani oklevelet szerzett, majd a Színház- és Filmművészeti Egyetemen végzett tévérendező szakon. Szabadúszóként dolgozott videós újságíróként is, többek között az Origo.hu-nak és a Népszabadságnak is, jelenleg a Józsefváros Újság videós újságírója.
Régóta dokumentálja az LMBT közösség megmozdulásait. A Labrisz Leszbikus Egyesület és a Szivárvány Misszió Alapítvány egyik alapítója, az egyesület filmklubjának (Gobbi Hilda Filmklub) felelőse. A 2000-ben alapított Budapesti Leszbikus Filmbizottság tagja, több film elkészítésében működött közre. Az Eklektika Tánciskola (2004), a Zarándoklat a Kecskerúzs földjére (2005), A fásli, a zokni és a szőr (2006) című filmek rendezője, majd a Bódis Kriszta rendezte Falusi románc, Meleg szerelem (2008) című dokumentumfilm operatőre. A rendszerváltás előtti évek leszbikus történeteiről szóló Eltitkolt évek (2009) és a szocializmusban a férfiak élményei alapján készült Meleg férfiak hideg diktatúrák (2015), a bejegyzett élettársi kapcsolatokról szóló Több mint egy kapcsolat (2016), az LMBTQI sportolókról szóló Kapd el a ritmust! A sportvilág queer felforgatása (2020.) című dokumentumfilmek rendezője.

## Filmjei

### Rendezőként
- Eklektika Tánciskola (2004)
- Zarándoklat a Kecskerúzs földjére (2005)
- A fásli, a zokni és a szőr (2006)
- Eltitkolt évek (2009)
- Meleg Férfiak Hideg Diktatúrák (2015)
- Több mint egy kapcsolat (2016.)
- A Mandák ház lelkésze (2019)
- Kapd el a ritmust! A sportvilág queer felforgatása (2019)
- A második aranykor – Egy szerelem kihívásai (2021)

### Operatőrként
- A rózsaszín Görény (2003) (másodoperatőr)
- Falusi románc (Meleg szerelem) (2006) (2007)
- Báriséj (Nagylány) (2007)[2] (2008)[3](másodoperatőr)

### Rendezőként
- Sajtok sajtja (2005)
- Nem tetszik a rendszer (2006)
- Árral szemben (2006)
- Feszti Körkép, Körhinta c. műsorok (2006-2008) (Magyar Televízió)
- Lázadás a tányérodban (2007)
- Körhinta (2010-2012) (Magyar Televízió)
- Ásó, kapa, nagyharang – Szomolya (2010)
- Te mit tennél? (2010)
- Apa velünk marad? (2011)
- Nem kellett már Lenin (2019.)

## Internetes hivatkozások
- „port.hu adatlap”
- „hmdb.hu adatlap”
- Cseri Péter. „Kislány két anyukával”, Népszabadság, 2014. december 18.
- Matalin Dóra. „Mikor volt rosszabb melegnek lenni?”, Index Cinematrix, 2013. július 3.
- „imdb.com adatlap”